# اندرو وات
اندرو وتمن (زاده ۲۰ اکتبر ۱۹۹۰) شناخته شده با نام حرفه‌ای اندرو وات یا به سادگی وات، تهیه‌کننده ضبط، گیتارنواز، خواننده و موسیقی‌دان آمریکایی است.